# لارتيست (مغني)
لارتيست واسمه الأصلي يوسف أقديم (من مواليد 4 يوليو 1985) في إمنتانوت غرب مدينة مراكش هو مغني راب وكاتب أغاني وملحن ومنتج موسيقي مغربي فرنسي، ينشط في فرنسا.

## وصلات خارجية
- لارتيست على موقع ميوزك برينز (الإنجليزية)
- لارتيست على موقع أول ميوزيك (الإنجليزية)
- لارتيست على موقع ديسكوغز (الإنجليزية)